# Ricardo Villa
Pour les articles homonymes, voir villa (homonymie).
Ricardo Villa est un footballeur argentin né le 18 août 1952 à Roque Pérez. Il évoluait au poste de milieu de terrain.
Il a remporté la Coupe du monde 1978 avec l'équipe d'Argentine.

## Carrière
| Saison    | Club                                       | Matches | Buts |
| --------- | ------------------------------------------ | ------- | ---- |
| 1970-1974 | Quilmes AC                                 | 108     | 20   |
| 1973      | → Club Atlético San Martín (prêt)          | 10      | 3    |
| 1974-1976 | Club Atlético Tucumán                      | 51      | 19   |
| 1976-1978 | Racing Club                                | 52      | 6    |
| 1978-1983 | Tottenham Hotspur                          | 133     | 18   |
| 1983      | Fort Lauderdale Strikers                   | 19      | 3    |
| 1984-1985 | Deportivo Cali                             | 0       | 0    |
| 1986-1989 | Club Social y Deportivo Defensa y Justicia | 93      | 4    |

## Sélections
- 17 sélections et 1 but avec l'équipe d'Argentine de football.

## Palmarès
- Champion du monde en 1978 avec l'Argentine
- Vainqueur de la FA Cup en 1981 avec Tottenham Hotspur